# 로잔느 아줌마
로잔느 아줌마(Roseanne)는 1988년 10월 18일부터 1997년 5월 20일까지 미국의 ABC에서 방영된 시트콤이다.
대한민국에서 1990년 MBC에 외화로 방영하였다.

## 시리즈 구성
- 시즌1 : 1988년 10월 18일 ~ 1989년 5월 2일(23부작)
- 시즌2 : 1989년 9월 12일 ~ 1990년 5월 8일(24부작)
- 시즌3 : 1990년 9월 18일 ~ 1991년 5월 14일(25부작)
- 시즌4 : 1991년 9월 17일 ~ 1992년 5월 12일(25부작)
- 시즌5 : 1992년 9월 15일 ~ 1993년 5월 18일(25부작)
- 시즌6 : 1993년 9월 14일 ~ 1994년 5월 24일(25부작)
- 시즌7 : 1994년 9월 21일 ~ 1995년 5월 24일(26부작)
- 시즌8 : 1995년 9월 19일 ~ 1996년 5월 21일(25부작)
- 시즌9 : 1996년 9월 17일 ~ 1997년 5월 20일(24부작)
- 시즌10 : 2018년 3월 27일 ~ 2008년 5월 22일[1](9부작)

## 등장 인물

### 코너 가
- 로잰 바 : 르잔느 코너 역
- 존 굿맨 : 댄 코너 역
- 로리 멧캐프 : 재키 해리스 역
- 마이클 피시먼 : DJ 코너 역
- 세라 길버트 : 달린 코너 역
- 알리샤 고랜슨 : 베키 코너 역

### 주변 사람들
- 마크 힐리
- 데이비드 힐리
- 크리스털
- 프레드
- 비벌리
- 아널드
- 레온
- 에드
- 낸시
- 알
- 앤디 해리스
- 제리
- 나나
- 오드리